# Mark D. Hill
Mark Donald Hill (* um 1959) ist ein US-amerikanischer Informatiker.
Mark D. Hill studierte Informatik (Computeringenieurwesen) an der University of Michigan mit dem Bachelor-Abschluss (B.S.E.) 1981 und einem Master-Abschluss 1983 an der University of California, Berkeley, an der er 1987 bei David A. Patterson und Alan Jay Smith promoviert wurde (Aspects of cache memory and instruction buffer performance). In Berkeley war er einer der Hauptwissenschaftler des SPUR-Projekts für einen Multiprozessor mit gemeinsamem Bus. Er ist John P. Morgridge (ab 2015) und Gene M. Amdahl Professor für Informatik an der University of Wisconsin-Madison. Von 2014 bis 2017 stand er der Informatik-Abteilung vor.
Schwerpunkte seiner Forschung sind Parallelcomputerentwurf (Memory Consistency Models, Cache Coherence), Entwurf von Speichersystemen (Cache-Speicher, Translation Buffer), Computersimulation (Parallelrechner, Speichersysteme), Software (Page tables, Cache-Conscious Optimizations), Transactional Memory und deterministisches Replay.
Von ihm stammt das viel benutzte 3C-Modell für Caches (die drei C stehen für Compulsory, Capacity, Confliction Misses) und er ist einer der Entwickler des Speicher-Konsistenzmodells Sequential Consistency for Data-race-free programs (verwendet für die Speichermodelle in C++ und Java). Er arbeitete viel mit seinem Kollegen David A. Wood zusammen.
2019 erhielt er den Eckert-Mauchly Award für Entwicklung und Bewertung von Speichersystemen und Parallelcomputern. 2004 wurde er Fellow der Association for Computing Machinery (ACM) und 2000 Fellow der IEEE. 2009 erhielt er den ACM SIGARCH Alan Berenbaum Distinguished Service Award. 1993 bis 2007 war er Direktor von ACM SIGARCH. 1989 erhielt er einen Young Investigator Award der National Science Foundation.
Er war Gastwissenschaftler 1995/96 bei Sun Microsystems, an der Polytechnischen Universität von Katalonien (2002/03), an der University of Washington (2011), der Columbia University (2010), bei Advanced Micro Devices (2011) und Google (2018).
Hill hält mit anderen 40 Patente in den USA.

## Schriften
- mit Daniel J. Sorin, David A. Wood: A Primer on Memory Consistency and Cache Coherence, Morgan & Claypool Publ. 2011
- Herausgeber mit Norman P. Jouppi, Gurindar S. Sohi: Readings in Computer Architecture, Morgan Kaufmann 2000

Aufsätze (Auswahl):
- mit A. J. Smith: Evaluating associativity in CPU caches, IEEE Transactions on Computers, and 38, 1989 S. 1612–1630 (auch abgedruckt in Hill u. a.: Readings in Computer Architecture, 2000)
- mit S. V. Adve: Weak ordering-a new definition, Proc. 17. Annual Int. Symp. Computer Architecture, 1990, S. 2–14
- mit A. Ailamaki, D. A. Wood u. a.: DBMSs on a modern processor: Where does time go?, in: VLDB 99, Proc. 25. Int. Conf. on Very Large Data Bases (Edinburgh 1999), 1999, S. 266–277
- mit T. M. Chilimbi, J. R. Larus: Cache-conscious structure layout, ACM SIGPLAN Notices, Band 34, 1999, S. 1–12
- mit D. J. Sorin u. a.: Multifacet's general execution-driven multiprocessor simulator (GEMS) toolset, ACM SIGARCH Computer Architecture News, Band 33, 2005, S. 92–99
- mit M. R. Marty: Amdahl's law in the multicore era, Computer, Band 41, 2008, Heft 7, S. 33–38
- mit K. E. Moore, D. A. Wood u. a.: LogTM: Log-based transactional memory, 12. Int. Symp. High-Perform. Computer Architecture, 2006, S. 254–265
- mit N. Binkert u. a.: The gem5 simulator, ACM SIGARCH Computer Architecture News, Band 39, 2011, S. 1–7